# Dixie Evans

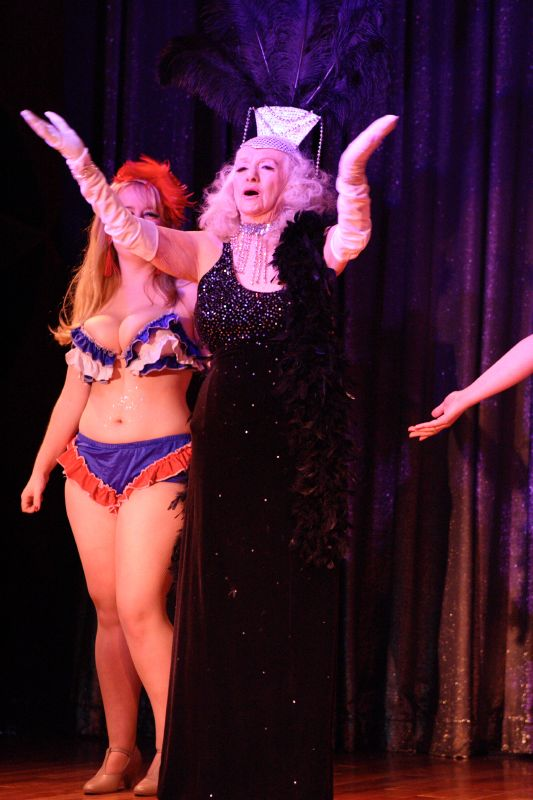
Dixie Evans en Miss Mundo Exótico, 2006

Dixie Evans (28 de agosto de 1926 - 3 de agosto de 2013), nacida como Mary Lee Evans, fue una bailarina de burlesque y estríper estadounidense.

## Carrera
Evans fue conocida por una parodia burlesca que interpretaba como Marilyn Monroe. Evans comenzó en el espectáculo como modelo y más tarde como corista antes de convertirse en una bailarina estrella. A comienzos de la década de 1950 era ya una estrella burlesca de primer orden en la Costa Oeste cuando el productor Harold Minsky se dirigió a ella con una promesa de trabajo duradero en su cadena de teatros si adaptaba su personaje escénico al de la entonces estrella ascendente Marilyn Monroe. Al principio Evans puso objeciones pero pronto acabó aceptando. Como otras strippers de la época (entre ellas Lili St. Cyr y Jennie Lee), Evans fue muy conocida en clubes nocturnos y sus honorarios eran extremadamente bajos. La actuación burlesca de Evans como Monroe era el truco de la bailarina. Otras bailarinas también hacían parodias de estrellas y mujeres notables en la historia. Sus actuaciones parodiaban las películas de Monroe y aspectos conocidos de su vida.
Según quienes la vieron, Evans se parecía mucho a Monroe. Cuando esta murió en 1962, Evans preparó un espectáculo-tributo que fue muy bien recibido por crítica y audiencias. Pronto Evans empezó a sentirse perturbada cuando en ocasiones la confundían con la estrella fallecida y eliminó la actuación, la cual reemplazó con una parodia de Irma La Douce. Evans aún era atrayente, pero el espectáculo burlesco que le gustaba estaba decayendo y cuando se acercaba a los cuarenta años se retiró de la interpretación y ayudó a llevar a cabo el espectáculo en una instalación hotelera.
Tras la muerte de la bailarina e íntima amiga suya Jennie Lee en 1990, Evans se puso al frente de las reuniones anuales de la Liga de Danzarinas Exóticas (Exotic Dancers League) que Lee había contribuido a fundar y el museo de lo burlesco, Exotic World, más tarde Burlesque Hall of Fame que poseía y dirigía Lee. En 1991 Evans empezó a producir galas anuales para recaudar dinero en apoyo del museo y sus contenidos. El museo estaba formado por cientos de artículos utilizados en las actuaciones de intérpretes burlescos a lo largo de los años y se trasladó de su ubicación original en 2005 y 2006.
Evans había vuelto a ejercer de modelo a finales de la década de 1980 y regresó a la interpretación durante los doce primeros años de los eventos; más tarde se limitó a las presentaciones en el escenario. Su última imitación completa de Monroe pudo tener lugar en el evento Tease-O-Rama de 2002, donde remedó la interpretación de Runnin' Wild de Monroe en la película Con faldas y a lo loco. También realizó numerosas visitas guiadas del museo en su ubicación original y recitó trozos de sus viejas actuaciones como Monroe con voz asombrosamente parecida a la de Monroe para los visitantes.
Evans murió en Las Vegas, Nevada, a los 86 años de edad.